# Воронин, Степан Никитович
Степан Никитович Воронин (1915—1944) — капитан Рабоче-крестьянской Красной Армии, участник Великой Отечественной войны, Герой Советского Союза (1944).

## Биография
Степан Воронин родился в 1915 году в деревне Яблоновец (ныне — Дмитровский район Орловской области) в семье крестьянина. Окончил четыре класса школы. Проживал в селе Троицкое Лопасненского (ныне — Чеховского) района Московской области, работал в сельской больнице. В 1941 году он был призван на службу в Рабоче-крестьянскую Красную Армию. Окончил курсы младших лейтенантов. С июня 1941 года — на фронтах Великой Отечественной войны. Принимал участие в боях на Северном, Северо-Западном, Воронежском, 1-м и 2-м Украинском фронтах. К марту 1944 года капитан Степан Воронин командовал батареей 759-го стрелкового полка 163-й стрелковой дивизии 40-й армии 2-го Украинского фронта. Отличился во время Уманско-Ботошанской операции.
В ходе форсирования реки Южный Буг в районе села Ладыжин Винницкой области Украинской ССР Воронин первым под массированным вражеским обстрелом переправил свою батарею на западный берег и её огнём прямой наводкой обеспечил успех переправы основных подразделений полка. Батарея участвовала в разгроме крупной вражеской группировки в районе города Тульчин. 18 марта 1944 года, когда из строя выбыл расчёт одного из орудий его батареи, Воронин сам встал к нему и открыл огонь по противнику. В этом бою он погиб. Похоронен в селе Крищинцы Тульчинского района.
Указом Президиума Верховного Совета СССР от 13 сентября 1944 года за «мужество и героизм, проявленные при форсировании Южного Буга и освобождении Винницкой области Украины» капитан Степан Воронин посмертно был удостоен высокого звания Героя Советского Союза. Также был награждён орденами Ленина, Красного Знамени, Отечественной войны 2-й степени, двумя орденами Красной Звезды, медалью «За отвагу».